# Groovy
Groovy — объектно-ориентированный язык программирования, разработанный для платформы Java как дополнение к языку Java с возможностями Python, Ruby и Smalltalk.
Использует java-подобный синтаксис с динамической компиляцией в JVM байт-код и напрямую работает с другим java-кодом и библиотеками. Язык может использоваться в любом java-проекте или как сценарный язык. Активно используется как Предметно-ориентированный язык для написания скриптов при работе в предметной области (от математики до обработки научных данных), а также сборки и тестирования приложений (Gradle).
Groovy завершил процесс стандартизации в Java Community Process (JSR 241).
Основные возможности языка, отличающие его от Java: как статическая, так и динамическая типизация; встроенный синтаксис для списков, ассоциативных массивов, массивов и регулярных выражений; перегрузка операций. Замыкания в Groovy появились задолго до Java.
На Groovy создано ряд популярных веб-фреймворков, в том числе Grails и Ratpack, фреймворк для создания настольных приложений Griffon, платформа тестирования Spock.
Язык нашёл применение в качестве сценарного для расширения возможностей платформенного программного обеспечения. В частности, генератор отчётов iReport, основанный на Java-библиотеке JasperReports, позволяет встраивать в отчёты выражения на Groovy и писать на нём дополнительную логику. Система непрерывной интеграции Jenkins позволяет использовать сценарии автоматизации, созданные на Groovy. Приложение для тестирования веб-сервисов SoapUI поддерживает написание тестовых сценариев на Groovy.
Программирование на Groovy поддерживается в основных интегрированных средах разработки, в том числе IntelliJ IDEA (начиная с версии 7 или для более ранних версий с использованием JetGroovy Plugin), Eclipse (с использованием Groovy Eclipse), Netbeans (встроен), VS Code (через расширение), Vim (через расширение).

## История
Первым упоминанием о языке было сообщение в блоге Джеймса Стрэкана (англ. James Strachan) от августа 2003 года. Позднее было выпущено несколько версий между 2004 и 2006 годами. После того, как начался процесс стандартизации JCP, нумерация версий была изменена, и версию называют «1.0». Версия «1.0» была выпущена 2 января 2007 года. В декабре 2007 года вышел Groovy 1.1, эта версия вскоре была перенумерована как «1.5» вследствие значительных изменений в языке.
Стрэкан покинул проект за год до выпуска Groovy 1.0 в 2007 году, а в июле 2009 года Стрэкан написал в своём блоге, что возможно не создал бы Groovy, если бы в 2003 году прочитал книгу Мартина Одерского с соавторами о программировании на языке Scala (вышедшую в 2007 году).
Проект разработки языка и комитет JSR-241 с 2007 года возглавляет Гийом Лафорж (Guillaume Laforge). Компанию G2One, занимавшуюся развитием и коммерциализацией языка и фреймворка Grails, осенью 2008 года приобрела SpringSource, в итоге через цепочку слияний и поглощений (VMware, Pivotal, EMC) актив перешёл в 2017 году в корпорацию Dell. С 2015 года язык является проектом верхнего уровня фонда Apache.
В 2020 году вышла версия 3.0.0 с рядом значительных улучшений.

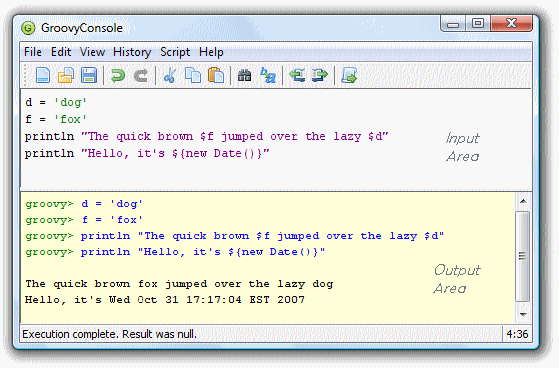
Скриншот Groovy Console

## Примеры
Классический пример вывода на печать строки с приветствием:
```
// Comment

print
(
"Hello world!"
)

```

Пример создания и использования функции с аргументами и возвращаемым значением:
```
def
 
helloFunction
(
name
)
 
{

    
println
(
"Hello, ${name}"
)

}

helloFunction
(
"Groovy!"
)

// В следующей функции вычисления суммы двух объектов

// последнее выражение является возвращаемым значением

def
 
sum
(
a
,
 
b
)
 
{

    
a
 
+
 
b
 
// вернет результат сложения

}

print
(
sum
(
1
,
 
2
))

// Эта функция принимает параметры только числового типа

def
 
subtraction
(
double
 
a
,
 
double
 
b
)
 
{

    
return
 
a
 
-
 
b

}

print
(
subtraction
(
6
,
 
4
))

```

Объявление класса, создание его экземпляра и вызов его методов в главной точке входа программы (статический метод main())
```
class
 
Foo
 
{

  
def
 
doSomething
()
 
{

    
def
 
data
 
=
 
[
"name"
:
 
"James"
,
 
"location"
:
 
"London"
]

    
for
 
(
e
 
in
 
data
)
 
{

      
println
(
"entry ${e.key} is ${e.value}"
)

    
}

  
}

  

  
def
 
closureExample
(
collection
)
 
{

    
collection
.
each
 
{
 
println
(
"value ${it}"
)
 
}

  
}

  

  
static
 
void
 
main
(
args
)
 
{

    
def
 
values
 
=
 
[
1
,
 
2
,
 
3
,
 
"abc"
]

    
def
 
foo
 
=
 
new
 
Foo
()

    
foo
.
closureExample
(
values
)

    
foo
.
doSomething
()

  
}

}

```

«;» — точка с запятой в конце строки не обязательна.

## Некоторые особенности
Как и в Java (начиная с 11-й версии), исходный код Groovy может быть выполнен как обычный сценарий: для этого он должен содержать код вне определения класса или класс с методом main, или Runnable, или GroovyTestCase:
```
#!/usr/bin/env groovy

println
 
"I can execute this script now!"

```

Строки в Groovy: Java Strings с одинарными кавычками и GStrings с двойными кавычками:
```
def
 
javaStyleString
 
=
 
'java String style'

def
 
GStringsStyleString
 
=
 
"${javaStyleString}"

def
 
j
 
=
 
'${javaStyleString}'
 

def
 
bigGroovyString
 
=
 
"""

    ${javaStyleString}

    ${GStringsStyleString}

"""

println
 
bigGroovyString

```

Передачу параметров в методы, замыкания или функции можно делать без скобок:
```
closureFunction
 
1
,
2

```